# أدريان كوستا (متزحلق حر)
أدريان كوستا (بالإنجليزية: Adrian Costa)‏ هو متزحلق حر أسترالي، ولد في 2 يونيو 1972.

## وصلات خارجية
- أدريان كوستا على موقع الاتحاد الدولي للتزلج (التزلج الحر) (الإنجليزية)
- أدريان كوستا على موقع اللجنة الأولمبية الدولية (الإنجليزية)
- أدريان كوستا على موقع أوليمبيديا (الإنجليزية)
- أدريان كوستا على موقع اللجنة الأولمبية الأسترالية (الإنجليزية)